# Гёртс, Лус
Лус Гёртс (нидерл. Loes Geurts; род. 12 января 1986, Хихтум, Фрисландия) — нидерландская футболистка, вратарь шведского клуба «Хеккен».

## Карьера

### Клубная
Воспитанница футбольной школы клуба «РЕС». Один из сезонов провела во время обучения в футбольной академии в «Херенвене». Карьеру начала в 2004 году, отправившись обучаться в Университет Западного Иллинойса, в составе команды университета провела 11 игр. Через год уехала в немецкий клуб «Хайке Рейн», сыграв 29 игр за два сезона женской Бундеслиги. В 2007 году вернулась на родину, отыграв 83 игры за АЗ Алкмаар. В составе АЗ выиграла чемпионаты страны 2008 и 2009, а также Кубок 2010/2011. После победы в Кубке перешла в «Телстар ВВНХ». С 2012 года играет в чемпионате Швеции: сначала играла за «Виттшё», затем в ноябре 2013 года перешла в «Гётеборг», заменив завершившую карьеру Кристин Хаммарстрём..

### В сборной
Дебютировала 20 августа 2005 в матче с Финляндией (4:0) в Оулу. В 2006 году стала первым номером в сборной после ухода Марлен Виссинк. Бронзовый призёр чемпионата Европы 2009 года. Выступала на чемпионате Европы 2013 года в Швеции.